# 套鞘薹草
套鞘薹草（学名：Carex maubertiana）是莎草科薹草属的植物。分布于越南、锡金和印度南部、尼泊尔以及中国大陆的云南、福建、四川、湖北、浙江等地，生长于海拔400米至1,000米的地区，常生长在山坡林下以及路边阴湿处，目前尚未由人工引种栽培。